# Zatrephes propinqua
Zatrephes propinqua är en fjärilsart som beskrevs av Rothschild 1909. Zatrephes propinqua ingår i släktet Zatrephes och familjen björnspinnare. Inga underarter finns listade i Catalogue of Life.